# William Hammond

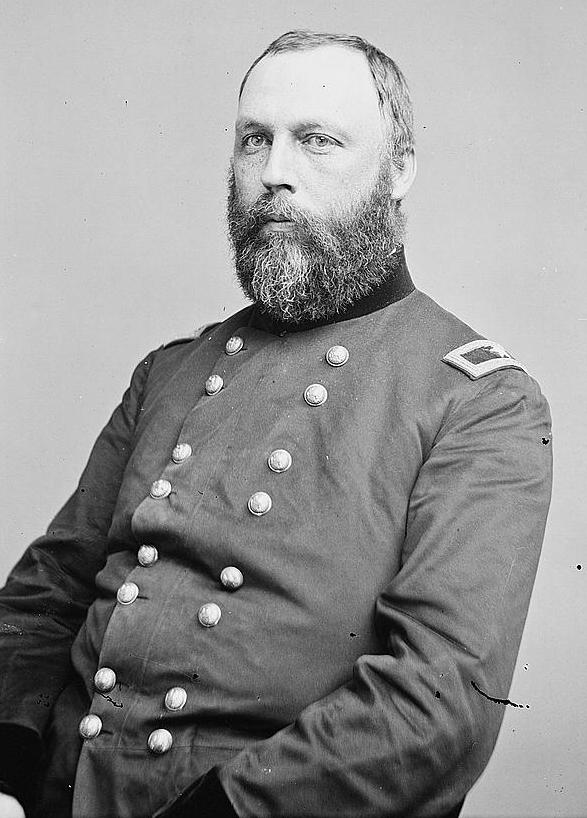
William Alexander Hammond

William Alexander Hammond (ur. 28 sierpnia 1828 w Annapolis, zm. 5 stycznia 1900) – amerykański neurolog i 11. naczelny chirurg Armii Stanów Zjednoczonych (1862-1864). Poza osiągnięciami na polu neurologii i zasługami wojskowymi, zwłaszcza w trakcie wojny secesyjnej, pamiętany jest za założenie Army Medical Museum (dziś National Museum of Health and Medicine) i współzałożenie American Neurological Association. W 1871 roku opisał postać atetozy, nazywaną niegdyś chorobą Hammonda.

## Wybrane prace
- The physiological effects of alcohol and tobacco upon the human system. 1856
- Experimental Research Relative to the Nutritive Value and Physiological Effects of Albumen Starch and Gum, when Singly and Exclusively Used as a Food. 1857
- Treatise on Hygiene, with Special Reference to the Military Service. 1863
- On Wakefulness: With an Introductory Chapter on the Physiology of Sleep. 1866
- Sleep and Its Derangements. 1869
- Physics and physiology of spiritualism. 1871
- Treatise on Diseases of the Nervous System. 1871
- The non-asylum treatment of the insane. 1879
- A Treatise on Insanity in its Medical Relations. 1883